# アレクサンドラ・ブルクハルト
アレクサンドラ・ブルクハルト（ドイツ語: Alexandra Burghardt、1994年4月28日  - ）は、ドイツの陸上、ボブスレー選手。
2022年北京オリンピック 2人乗りで銀メダル、2024年パリオリンピック 4×100mRでは第一走者を務め、銅メダルを獲得した。